# گاویان
گاویان زیرخانواده‌ای در زیست‌شناسی هستند که شامل گروه گسترده‌ای از ۱۰ سرده متوسط تا بزرگ‌جثه از سم‌داران می‌شوند. این گروه گاوهای اهلی، گاومیش آمریکایی، گاومیش آفریقایی، گاومیش، غژگاو و بزهای کوهی چهارشاخ یا دارای شاخ مدور را در بر می‌گیرد. رابطه فرگشتی میان این جانوران آشکار نیست و طبقه‌بندی آن‌ها به دسته‌های گوناگون و نه زیرگروه‌های رسمی نشان‌دهنده این عدم اطمینان است. ویژگی‌های کلی این گروه عبارتند از دارا بودن سم‌های جفت و شاخ در حداقل یک و گاه دو تا از جنس‌ها.
در بیشتر کشورها گاویان به عنوان منبع خوراکی مورد استفاده قرار می‌گیرند. گوشت گاوهای اهلی به گونه معمول در همه مناطق جهان جز بخش‌هایی از هند و نپال که در آن‌ها گاو موجودی مقدس است و خوردنش گناه به‌شمار می‌رود، جزئی از غذای مردم هستند.
امروزه بررسی‌های باستان‌شناسانه و وراثتی نشان می‌دهند که نمونه‌های اهلی گاوهای امروزی حاصل اهلی شدن گروه اندکی از گاویان توسط انسان‌ها، نزدیک به ۱۰٬۵۰۰ سال پیش در خاور نزدیک، هستند.